# Доминик Санда
Вижте пояснителната страница за други личности с името Санда.
Доминѝк Санда̀ (на френски: Dominique Sanda, родена като Доминѝк Марѝ-Франсоа̀з Ренѐ Варѐн, Dominique Marie-Françoise Renée Varaigne) e френска актриса и фотомодел.

## Биография
Дебютира в киното през 1969 г. с главната роля на Ел във филма „Une femme douce“. До началото на 2010 г. се е снимала общо в 54 филма. В България е известна с ролите си във филмите „Конформистът“ (1970), „Степният вълк“ (1974), „Двадесети век“ (1976), „Наследството на Ферамонти“ (1976), „Йосиф“ (1995) и „Пурпурните реки“ (2000).

## Избрана филмография
| Година | Филм                       | Оригинално заглавие              | Роля                   | Режисьор           |
| ------ | -------------------------- | -------------------------------- | ---------------------- | ------------------ |
| 1970   | Конформистът               | Il conformista                   | Ана Куадри             | Бернардо Бертолучи |
| 1970   | Градината на Финци-Контини | Il giardino dei Finzi-Contini    | Микол                  | Виторио Де Сика    |
| 1974   | Семеен портрет в интериор  | Gruppo di famiglia in un interno | Майката на Професора   | Лукино Висконти    |
| 1976   | Двадесети век              | Novecento                        | Ада Чиостри Полан      | Бернардо Бертолучи |
| 1976   | Наследството на Ферамонти  | L'eredità Ferramonti             | Ирене Карели Ферамонти | Мауро Болонини     |
| 1980   | Кабобланко                 | Caboblanco                       | Мари Клер Алесандри    | Джей Лий Томпсън   |
| 2000   | Пурпурните реки            | Les rivières pourpres            | Суор Андри             | Матийо Касовиц     |

## Награди
През 1976 г. получава наградата за най-добра актриса на кинофестивала в Кан за ролята на Ирене във филма „Наследството на Ферамонти“.